# Hildegard von Krone
Hildegard von Krone (ヒルデガルド・フォン・クローネ Hirudegarudo fon Kurōne?), o más conocida por Hilde (ヒルダ Hiruda?), es un personaje ficticio de la serie de videojuegos de lucha Soulcalibur, desarrollado por Namco.

## Historia

### Soulcalibur IV
¨Padre, nos marchamos hoy¨.
Hilde tenía una audiencía con el rey encerrada en una cámara de piedra en lo más alto del torreón del castillo. Desde que la destrucción conocida como Semilla del mal había barrido el reino, su padre había caído en una bruma de locura y estaba confinado en esta celda diminutiva y solitaria. Nunca había podido superar ese hecho atroz, pero no podía permitirse ser débil. La supervivencia del Reino de Wolfkrone dependía ahora de ella.
Hilde se purificó para prepararse para liderar a su ejército hacia la batalla, y luego se puso la armadura y el casco. Rememoró un incidente que había ocurrido días antes. Al acudir en ayuda de un grupo de mercenarios que viajaban a través de Wolfkrone, había averiguado que un hombre llamado Siegfried estaba a punto de penetrar solo en Ostrheinsburg. Hilde se encontró con Siegfried y consiguió entrevistarse con él, pensando que podían unir sus fuerzas por un objetivo común. Pero el caballero no quería tener nada que ver con ella, quería entrar solo en la ciudad maldita.
Hilde lo tomó como una señal, quizás el amanecer del reino que había soñado durante tantos años se acercaba por fin al final de su larga pesadilla.
Al alba, ordenó a todas las fuerzas de Wolfkrone que se pusieran en marcha. Ella se situó a la cabeza del ejército, meditabunda. ¿Podría conducir a su reino a un nuevo amanecer?
Ella regresa en Soulcalibur VI como la primera luchadora DLC del pase de la segunda temporada. En la nueva línea de tiempo, la misteriosa Organización Aval a la que pertenece el nuevo personaje Grøh había sido una fuerza aliada jurada del reino natal de Hilde durante generaciones.
Spin-off Soul Calibur 
En Soul Calibur: Broken Destino ' trama guantelete s, un canon no historia paralelaset después de los eventos de Soul Calibur IV, los gira alrededor de la trama Hilde y su aliada Cassandra , que la búsqueda de ingredientes para elaborar una poción para curar el padre de Hilde. Con este fin, obligan al protagonista a ayudarlos, y luego reclutan a otra persona, Dampierre , después de que Hilde es secuestrada brevemente.

## Diseño & Desarrollo
La apariencia de Hilde se deriva del deseo del equipo de desarrollo de hacer un personaje femenino "sexy" completamente vestido paraSoulcalibur IV , y como resultado, encerrarla en una armadura.  Sus características y personalidad se desarrollaron después de decidir qué armas usaría, una lanza y una espada corta.  
Mientras estaban completamente armados, se esforzaron por mantener su apariencia femenina, dando forma a la apariencia de la armadura y dando "miradas" de su figura debajo de ella. Cuando se le señaló al animador principal Yusuke Shibata que su espada corta y los ataques relacionados parecían mostrar su feminidad, él estuvo de acuerdo, aunque agregó que su lanza era un asunto completamente diferente.  
Después de desarrollar su apariencia y modelo de personaje, su historia de fondo fue desarrollada por un equipo dirigido por Yoshihiro Nakagawa, y durante este proceso trabajaron cómo vincular a Hilde en la trama de la serie.  
En entrevistas, el director de Soulcalibur IV , Katsutoshi Sasaki, ha llamado a Hilde "el personaje femenino más atractivo" del título, diseñado como un opuesto a personajes como Ivy y personajes que "siempre tienen las tetas saliendo". . Añadió que sentía que a medida que los juegos se volvieran más aceptados, los personajes similares a Hilde se volverían más comunes. 
Hilde aparece como una mujer delgada con cabello largo y rojo. Su apariencia principal la envuelve completamente en una armadura corporal ajustada, con tela roja y negra debajo. La cabeza de un lobo,  símbolo de la familia del personaje,  extiende desde la hombrera derecha y cubre la visera de su casco, mientras que la hombrera izquierda está cubierta por una tela roja, sujeta al centro del cuello de su peto debajo de un gran broche. . 
Debajo de la armadura, un abrigo rojo cubre su torso, cuya cola se extiende más allá de su cintura. Su diseño de personaje alternativo consiste en un vestido azul largo, que se extiende a sus pies y cuello, exponiendo sus hombros y en ángulo hacia su pierna derecha. 
Los guantes, los zapatos y las medias blancos cubren sus brazos y piernas, mientras que una banda de color más oscuro rodea su cintura y su cintura, demasiado inclinada hacia la derecha. 

## Gameplay Hilde
Sasaki describió su estilo de lucha como girando en torno a sus armas dobles, comparándola con el personaje de la serie anterior Cervantes, pero con la combinación de su lanza y armas de espada corta que permiten el combate tanto a larga distancia como a corta distancia.  control de sus armas se asigna a diferentes entradas del controlador del jugador, lo que permite que los ataques se combinen y creen diferentes golpes horizontales y verticales.  
Sin embargo, como resultado, los ataques de Hilde a larga distancia se limitan a ataques completamente lineales. 
Varios de sus ataques también se pueden "cargar" manteniendo las entradas del controlador, una característica única en la serie del personaje.  
Hacerlo da como resultado un golpe más fuerte, pero también crea una ventana de vulnerabilidad debido al retraso,  negable al realizar la entrada del controlador durante otros ataques. 
El ataque más fuerte de Hilde, Mystic Star y Moonlight Dance, se puede activar a través de este método y no podrá protegerse y hará una gran cantidad de daño si golpea al oponente, aunque a costa de un retraso de veinticinco segundos mientras carga el ataque.

## Recepción
Hilde es visible en los joysticks de arcade Soulcalibur IV para Xbox 360 y PlayStation 3. Para explicar las nuevas características de Soulcalibur IV, Namco lanzó un manga omake con Hilde y Cassandra. Escrito en un tono humorístico, Cassandra, representando a un veterano de la serie, "enseñó" a Hilde sobre las características del juego, mientras presentaba a la audiencia aspectos del personaje de Hilde. Hilde apareció en un cómic promocional incluido con el lanzamiento en Norteamérica de Soulcalibur IV Premium Editions. Dibujado por Udon Entertainment para DC Comics, sirvió como preludio de los eventos del juego.
IGN declaró que su apariencia blindada la hace más atractiva, y también comentó sobre su juego. Además, enumeraron a Hilde como uno de los diez mejores luchadores de la serie en el número diez. La citaron como una oponente feroz y "muy divertida de controlar", agregando"... tendemos a sentarnos y prestar atención cuando un nuevo personaje promete... esperamos que ella se quede por el largo plazo." En una lista similar, Complex alistó a los 20 mejores personajes de la serie, clasificándola como el 17.º mejor personaje. También se hizo una comparación con los otros personajes femeninos del juego, como Ivy, calificándolo de "marcado contraste", Soulcalibur IV, que indica una aprobación de su diseño combinado con su personalidad, y una preferencia por ella sobre los personajes desbloqueables del juego.
Otras publicaciones también han alabado al personaje. Game Informer la llamó la mejor de cualquiera de los nuevos personajes introducidos en Soulcalibur III o IV. Edge la describió como la mejor de los nuevos personajes en Soulcalibur IV, llamando a su estilo de lucha como una digna rival de otro personaje de la serie, Kilik. iafrica.com la describió como la "recién llegada destacada" del título, describiendo su estilo de lucha como inusual y "difícil de ver", pero de fácil acceso. Ars Technica también la llamó una adición sobresaliente al juego, describiendo su estilo de lucha como bueno para jugadores hábiles. Good Game la describió como un personaje interesante y la nombró "la chica más sexy del juego". Shacknews declaró que su combinación de ataques de corto y largo alcance hizo "un estilo de lucha refrescante y dinámico". Topless Robot la nombró una de las "11 heroínas de videojuegos más dignas", lo que sugiere que su presencia en el juego se agregó para compensar a los otros personajes femeninos y elogió la falta de "artilugios románticos ridículos" en el fondo de su personaje. Neoseeker elogió su diseño como un "atuendo increíblemente increíble", y agregó que a pesar de la falta de piel expuesta, "ella te ganará". GameDailyla presentó como una de sus "Chicas de la semana", declarando su aprobación por su contraste con las otras mujeres, y elogió el contraste de su estilo de lucha con otros personajes de la serie.